# Thalassodrilides bruneti
Thalassodrilides bruneti är en ringmaskart som beskrevs av Erséus 1990. Thalassodrilides bruneti ingår i släktet Thalassodrilides och familjen glattmaskar. Inga underarter finns listade i Catalogue of Life.